# キュビエ島
キュビエ島（英語、Cuvier island）とは、ニュージーランド北島の北東沖の太平洋にある島。

## 地理
キュビエ島は南緯36度26分、東経175度46分に位置している。この場所はグレートバリアー島の南東約23 km、グレートマーキュリー島の北約15 km、北島北東部のコロマンデル半島から約30 kmに位置し、ニュージーランドに属している。キュビエ島の大きさは、長さ約2.5 km、幅約1.4 km、面積2 km2弱である。キュビエ島には起伏があり、キュビエ島燈台が立地している場所の標高は119 mである。国際自然保護連合が危急種としているウスヒメシロハラミズナギドリが、少数ながら繁殖地として利用している島であり、例えば2012年には14つがいのウスヒメシロハラミズナギドリがキュビエ島で繁殖を行った。ニュージランドはキュビエ島の全島を自然保護地域としているほか、人間が動物を持ち込む以前の生態系の復元も試みている。1899年にはキュビエ島燈台が建設され、灯台守が島に常駐していたものの、1982年に灯台を完全に自動化する改良が行われたため、灯台守も島から退去した。